# Szczodrobów
Szczodrobów lub Szczodrobowo/Szczedrobowo (lit. Sidabravas) – miasteczko na Litwie, położone w okręgu szawelskim i w rejonie radziwiliskim. Liczy 610 mieszkańców (2001).